# John Lynch (acteur)
Pour les articles homonymes, voir John Lynch et Lynch.
John Lynch (né le 26 décembre 1961 à Corrinshego, en Irlande du Nord) est un acteur, scénariste et producteur irlandais.

## Filmographie

### Comme acteur
- 1984 : Cal : Cal
- 1989 : Making Out (série TV) : Gavin
- 1990 : Hardware : Shades
- 1990 : 1871
- 1991 : Chimera (TV) : Peter Carson
- 1991 : Out of the Blue (TV) : Rudy
- 1991 : Edward II : Spencer
- 1992 : The Railway Station Man : Damian Sweeney
- 1993 : Le Jardin secret (The Secret Garden) : Lord Craven
- 1993 : Au nom du père (In the Name of the Father) : Paul Hill
- 1994 : Words Upon the Window Pane : John Corbet
- 1994 : Le Secret de Roan Inish (The Secret of Roan Inish) : Tadhg
- 1994 : Princesse Caraboo : Amon McCarthy
- 1995 : Angel Baby : Harry
- 1995 : Nothing Personal : Liam
- 1996 : Some Mother's Son de Terry George : Bobby Sands
- 1996 : Monkey Boy
- 1996 : Moll Flanders, ou les mémoires d'une courtisane (Moll Flanders) : Artist
- 1997 : This Is the Sea : Padhar McAliskey
- 1998 : Pile et Face (Sliding Doors) : Gerry
- 1998 : La Faille (The Quarry) : The Man
- 2000 : Best : George Best
- 2001 : La Légende des selkies (The Seventh Stream) (TV) : Tomas Dunhill
- 2002 : Puckoon : O'Brien
- 2002 : Re-inventing Eddie : Eddie Harris
- 2002 : Evelyn : Senior Counsel Mr. Wolfe
- 2003 : Conspiracy of Silence : Fr. Matthew Francis
- 2003 : Alien Hunter : Dr Michael Straub
- 2004 : Le Pont du roi Saint-Louis (The Bridge of San Luis Rey) : Captain Alvarado
- 2005 : The Baby War (TV) : Pierce O'Carroll
- 2005 : Isolation : Dan
- 2005 : Lassie : Sam
- 2008 : In Tranzit (TV) : Yakov
- 2008 : The Passion (en) : Sagan
- 2009 : The Tournament : Gene Walker
- 2009 et 2012 : Merlin : Balinor
- 2010 : Night Wolf (13 Hrs) : McRae
- 2010 : Black Death : Wolfstan
- 2012 : Labyrinthe : Simon IV de Montfort
- 2013 à 2016 : The fall : Jim Burns, assistant du chef de police
- 2013 : Möbius : Joshua
- 2014 : Shetland (série TV) : Frank Blake
- 2016 : One of us, un tueur parmi nous (série TV) : Bill Douglas
- 2016 : En amont du fleuve
- 2017 : Last Crusade - Les Gardiens de la relique (Pilgrimage) de Brendan Muldowney
- 2017 : Numéro Une de Tonie Marshall : Gary Adams
- 2018 : Paul, Apôtre du Christ (Paul, Apostle of Christ) de Andrew Hyatt : Aquila
- 2019 : Les Médicis : Maître de Florence: Pape Sixte IV
- 2020 : The Head (série TV) : Arthur Wilde
- 2020 : The Banishing : La Demeure du mal (The Banishing) de Christopher Smith : Malachi

### Comme scénariste
- 2000 : Best

### Comme producteur
- 2000 : Best